# Marquesado de Camps
El Marquesado de Camps es un título nobiliario pontificio creado por el papa Pío IX el 18 de diciembre de 1876 a favor de don Pelayo de Camps y Matas. 
El primer marqués fue Ingeniero de montes, Diputado a Cortes por Gerona (1867-1868, 1876-1878 y 1879-1880) y Senador del Reino también por la misma circunscripción (1881-1886). Fundador y presidente del Instituto Agrícola Catalán de San Isidro.
Su nombre se refiere al apellido familiar. Los Camps eran oriundos del municipio de Salt (Gerona), de la casa solariega «Mas Ribot».
Felipe de Camps y de Subirats, IV marqués de Camps y IV barón de Algerri, obtuvo en 2000 la preceptiva autorización de S.M. el rey Juan Carlos I para usar legalmente en España este título. Falleció en 2010. Su hijo y sucesor, Jorge de Camps y Galobart, consiguió la sucesión en el título español de Baronía de Algerri, y también la autorización para usar el título de marqués de Camps, en 2015.

## Marqueses de Camps
|                     | Titular                         | Periodo             |
| Creación por Pío IX | Creación por Pío IX             | Creación por Pío IX |
| ------------------- | ------------------------------- | ------------------- |
| I                   | Pelayo de Camps y Matas         | 1876-1889           |
| II                  | Carlos de Camps y de Olzinelles | 1889-1939           |
| III                 | Jorge de Camps y Casanova       | 1939-1955           |
| IV                  | Felipe de Camps y de Subirats   | 1955-2010           |
| V                   | Jorge de Camps y Galobart       | 2010-actualidad     |

## Historia de los marqueses de Camps
- Pelayo de Camps y de Matas (Figueras, 1828 - Barcelona, 1889), I marqués de Camps.

1. Casó con María de la Concepción de Olzinelles y de Tos, hermana del I conde de Olzinelles

Le sucedió su hijo:
- Carlos de Camps y de Olzinelles (Gerona, 1860 - San Sebastián, 1939), II marqués de Camps, Ingeniero de montes. Presidente de la Diputación provincial de Gerona. Diputado a Cortes por Gerona (1899-1903, 1914-1919), Senador del Reino (1903-1908, 1919-1923), Maestrante de Ronda, Gran Cruz al Mérito Militar.

1. Casó en 1895 con María de Casanova y de Vallés, hija del I marqués de Galtero.

Le sucedió su hijo:
- Jorge de Camps y Casanova (Salt, 1898 - ?, 1955), III marqués de Camps, II barón de Algerri por rehabilitación en 1949,[6] Caballero de Honor y Devoción de la S.O.M. de Malta, Maestrante de Ronda, Caballero de Real Cuerpo de la Nobleza de Cataluña. Doctor en Ciencias.

1. Casó en 1926 con Águeda de Subirats y Rovira.

Le sucedió su hijo:
- Felipe de Camps y de Subirats (1928 - 2010), IV marqués de Camps, III barón de Algerri

1. Casó en 1953 con María Eugenia Galobart y de Satrústegi.

- Sucesión en el Marquesado de Camps: se halla en trámite de conceder la Autorización para su uso en España, al tratarse de título extranjero. No obstante, la falta de dicha Autorización no es impedimento alguno para su sucesión en el título a favor de su hijo y heredero.
- Sucesión en la Baronía de Algerri (título español): ya se tramitó y publicó en el Boletín Oficial del Estado: BOE, núm. 101, de 28 de abril de 2011, a favor de:
Su hijo y heredero:
- Jorge de Camps y Galobart (n.1954), V marqués de Camps, IV barón de Algerri.

1. Casó en 1980 con Elena Vicens y Benedicto.

Actual titular.

## Armas
«Escudo: De oro, cinco árboles terrazados de sinople acompañados al jefe de una fe de sinople; el pie de plata con dos fajas ondadas de azur.»